# Xylopia mildbraedii
Xylopia mildbraedii är en kirimojaväxtart som beskrevs av Friedrich Ludwig Diels. Xylopia mildbraedii ingår i släktet Xylopia och familjen kirimojaväxter. Inga underarter finns listade i Catalogue of Life.